# Atheta atomaria
Atheta atomaria är en skalbaggsart som först beskrevs av Ernst Gustav Kraatz 1856.  Atheta atomaria ingår i släktet Atheta, och familjen kortvingar. Enligt den finländska rödlistan är arten nära hotad i Finland. Arten är reproducerande i Sverige. Artens livsmiljö är moskogar.